# Puccinia hieracii
Puccinia hieracii ist eine Ständerpilzart aus der Ordnung der Rostpilze (Pucciniales). Der Pilz ist ein Endoparasit vieler verschiedener Korbblütlergattungen. Symptome des Befalls durch die Art sind Rostflecken und Pusteln auf den Blattoberflächen der Wirtspflanzen. Sie ist weltweit verbreitet.

## Merkmale

### Makroskopische Merkmale
Puccinia hieracii ist mit bloßem Auge nur anhand der auf der Oberfläche des Wirtes hervortretenden Sporenlager zu erkennen. Sie wachsen in Nestern, die als gelbliche bis braune Flecken und Pusteln auf den Blattoberflächen erscheinen.

### Mikroskopische Merkmale

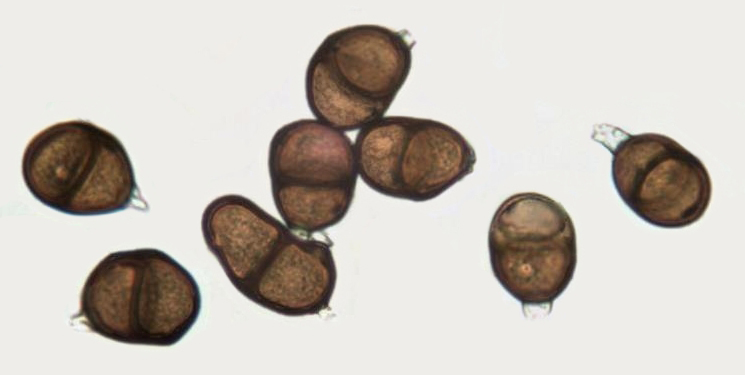
Zweizellige Teliosporen

Das Myzel von Puccinia hieracii wächst wie bei allen Puccinia-Arten interzellulär und bildet Saugfäden, die in das Speichergewebe des Wirtes wachsen. Ihre Spermogonien wachsen beidseitig auf den Wirtsblättern. Die beidseitig wachsenden Aecien der Art sind dunkel zimtbraun und stehen um die Spermogonien herum. Ihre zimtbraunen Aeciosporen sind 24–30 × 19–25 µm groß, eiförmig bis breitellipsoid und stachelwarzig. Die beidseitig wachsenden Uredien des Pilzes sind dunkel zimtbraun. Ihre zimtbraunen Uredosporen sind 24–30 × 19–25 µm groß, eiförmig bis breitellipsoid und stachelwarzig. Die beidseitig wachsenden Telien der Art sind schwarzbraun, pulverig und unbedeckt. Die kastanienbraunen Teliosporen sind zweizellig, in der Regel langellipsoid bis ellipsoid, runzelig und meist 30–40 × 20–26 µm groß. Ihre Stiele sind farblos.

## Verbreitung
Das bekannte Verbreitungsgebiet von Puccinia hieracii umfasst die gesamte Welt.

## Ökologie
Die Wirtspflanzen von Puccinia hieracii sind diverse Korbblütlerarten (Asteraceae spp.). Der Pilz ernährt sich von den im Speichergewebe der Pflanzen vorhandenen Nährstoffen, seine Sporenlager brechen später durch die Blattoberfläche und setzen Sporen frei. Die Art durchläuft einen makrozyklischen Entwicklungszyklus mit Spermogonien, Aecien, Telien und Uredien. Als autoöker Parasit macht sie keinen Wirtswechsel durch.

## Bedeutung
Puccinia hieracii wird zur biologischen Schädlingsbekämpfung der Kleinen Habichtskrautes in Betracht gezogen.